# Foústani
Foústani (Foustani) är en ort i Grekland.   Den ligger i prefekturen Nomós Péllis och regionen Mellersta Makedonien, i den norra delen av landet, 400 km norr om huvudstaden Aten. Foústani ligger 280 meter över havet och antalet invånare är 454.
Terrängen runt Foústani är varierad.Runt Foústani är det glesbefolkat, med 20 invånare per kvadratkilometer. Närmaste större samhälle är Aridaía, 13,5 km sydväst om Foústani. Trakten runt Foústani består till största delen av jordbruksmark.